# Кемпбелл (річка)
Кемпбелл — річка на острові Ванкувер, Британська Колумбія, Канада. Вона стікає в протоку Дискавері на північно-західному кінці протоки Джорджія у місті Кемпбелл-Рівер. Назва річки мовою Кваквала для річки або села біля її гирла — Тла'матакс. Річка витікає з озера Ботл-Лейк.

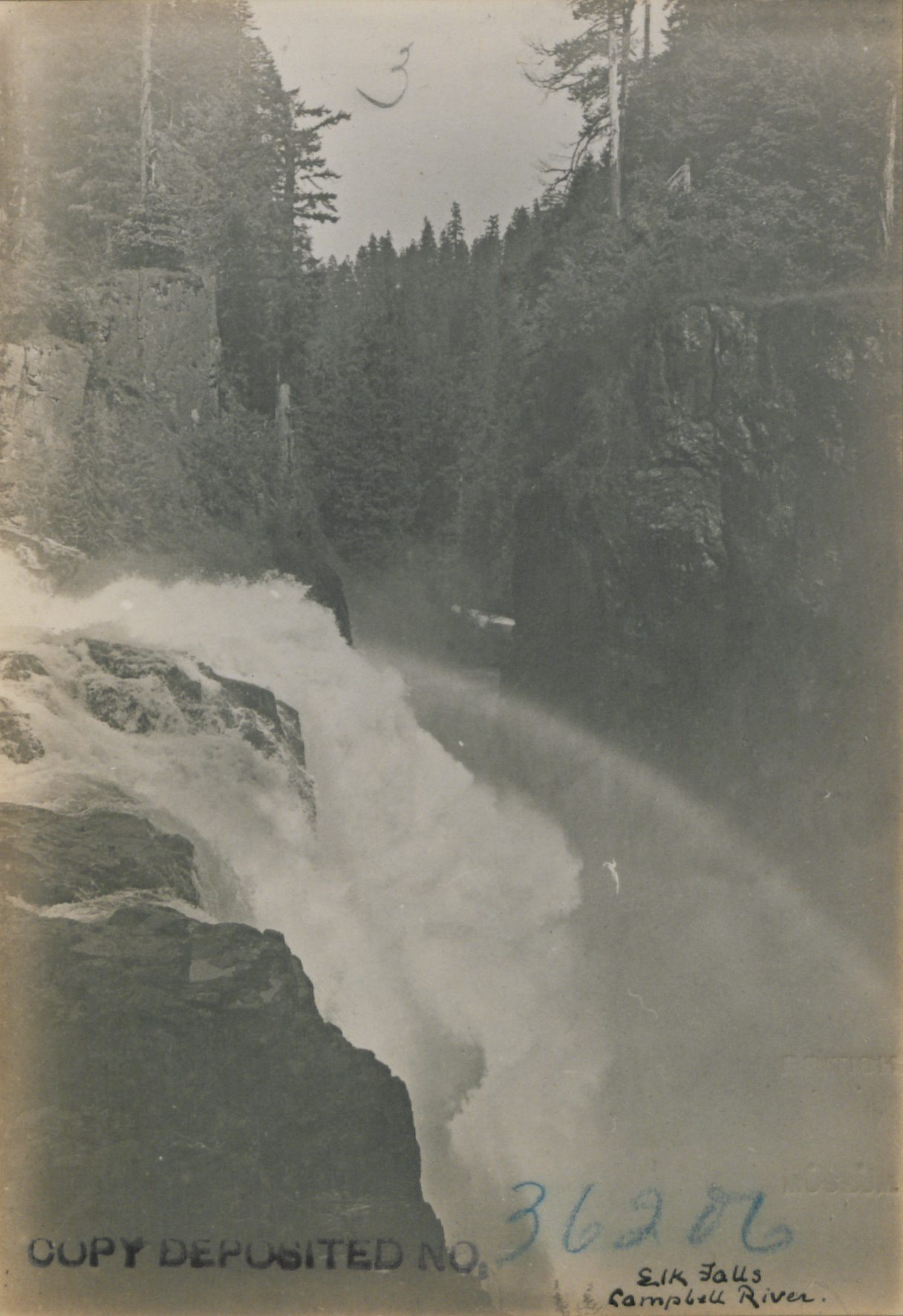
Річка Кемпбелл, що спадає водоспадом Елк-Фолз, 1919 рік

## Походження назви
Річка була названа на честь доктора Семюела Кемпбелла, корабельного хірурга на борту судна HMS Плампер з 1857 до 1861 року. Затока Кемпбелл на острові Мейн і острів Семюел також були названі на його честь, як, можливо, це були і Кемпбелл-Пойнт на Лафборо-Інлет і острів Кемпбелл, місцезнаходження громади Белла-Белла, і Бухта Плампера на острові Кітс.

## Гідроелектростанція
Каскад із трьох ГЕС розташований на річці Кемпбелл: гребля Джона Гарта, закінчена в 1947 р., перед якою утворилось водосховище Джона Гарта; вище за течією гребля Ладор, завершена в 1949 р. на озері Нижній Кемпбелл; і гребля Страткона, закінчена 1958 р., яка утворює озеро Верхнє Кемпбелл, найдальше вгору за течією. Кожна дамба має супутню генераторну станцію, з якої найбільшою є генеруюча станція Джона Гарта на дамбі Джона Гарта. У сукупності на три електростанції припадає близько 11 відсотків загального обсягу електропостачання острова Ванкувер. Через побоювання щодо сейсмостійкості генеруючих станцій, пов'язані з їхнім віком, генеруюча станція Джона Гарта зазнала модернізації в період з 2014 по 2019 рік.